# Дерьяев, Хыдыр
Хыдыр (Хидыр) Дерьяев (туркм. Hydyr Derýaýew, 1905, Мервский уезд, Закаспийская область, Туркестанский край, Российская империя — 1988) — туркменский советский писатель, член-корреспондент АН Туркменской ССР (1969), народный писатель Туркменской ССР (1967), филолог, член-корреспондент АН Туркменской ССР (1969).

## Биография
Родился в семье скотовода из племени текинцев в с. Эгритузер Мервского уезда Закаспийской области близ г. Мары. В 10-летнем возрасте остался круглым сиротою. Чтобы прокормить оставшихся на его руках младших братьев и сестер, стал работать подпаском у богача-скотовода.
С установлением советской власти с 1920 отдан на воспитание в Тохтамышский интернат в Мерве, после окончания которого поступил в Туркменский институт просвещения (г. Мары), затем был переведен в Ташкент. Позже, работая учителем, продолжил обучение на восточном факультете 1-го Среднеазиатского университета.
С 1931 года квалифицированный литературовед и языковед Х.Дерьяев трудился старшим преподавателем, затем возглавил кафедру Ашхабадского педагогического института и в 1933 стал первым в республике доцентом.
Автор школьных учебников по грамматике туркменского языка, а также первого учебника «Туркменский язык для европейцев».
Был инициатором проведения в 1936 году 1-го лингвистического съезда.
В 1934 написал первый туркменский роман «Из кровавых когтей». Однако книга Х.Дерьяева была арестована в 1937 году и уничтожена. Эта книга и его статья «Старый туркменский язык» стали поводом для обвинения автора в национализме и контрреволюции.
24 июля 1943 Х.Дерьяев был арестован и осуждён. Заключение отбывал в лагере в Сибири, откуда вернулся в 1956.
После возвращения из лагерей Хыдыр работал в Институте языка и литературы им. Махтумкули Академии наук Туркменской ССР, написал несколько разделов «Грамматики туркменского языка» и «Очерков по истории туркменского языка».

## Награды
- орден Ленина (28.10.1967)
- орден Октябрьской Революции (16.11.1984)
- орден Дружбы народов (23.05.1975)
- медали